# Dakota Dunes Open
De Dakota Dunes Open was een golftoernooi dat deel uitmaakte van de Nationwide Tour van 1990-2001. De eerste drie edities werden gespeeld in Sioux City, Iowa, daarna verhuisde het toernooi naar Dakota Dunes, South Dakota.

## Winnaars
Ben Hogan Dakota Dunes Open
- 1990: Kim Young
- 1991: Jeff Woodland
- 1992: Rick Todd

NIKE Dakota Dunes Open
- 1993: Alan Pate
- 1994: Pat Bates
- 1995: Chris Smith
- 1996: Gary Webb
- 1997: Chris Smith
- 1998: John Maginnes
- 1999: Fran Quinn po

BUY.COM Dakota Dunes Open
- 2000: Spike McRoy

BUY.COM Siouxland Open
- 2001: Pat Bates

## Trivia
Op de PGA TOUR Canada is een toernooi dat ook de naam Dakota Dunes Open draagt. Het wordt gespeeld op de Dakota Dunes Golf Links.